# 5 maja
5 maja jest 125. (w latach przestępnych 126.) dniem w kalendarzu gregoriańskim. Do końca roku pozostaje 240 dni.

## Święta
- Imieniny obchodzą: Anioł, Benwenut, Chociemir, Eulogia, Eulogiusz, Eutymiusz, Geroncjusz, Gotard, Hilary, Irena, Ireneusz, Iryda, Jowinian, Maksym, Nicetas, Penelopa, Peregryn, Pius, Stanisław, Stanisława, Teodor, Waldemar, Zdzibor i Zdziebor.
- Albania – Dzień Męczenników
- Dania – Dzień Wyzwolenia
- Etiopia – Dzień Patriotów
- Holandia – Święto Niepodległości
- Japonia – Kodomo no Hi (Dzień Dziecka), święto narodowe, do 1948 jako Tango no Sekku (Dzień Chłopca)
- Kirgistan – Święto Konstytucji
- Korea Południowa – Dzień Dziecka
- Meksyk – rocznica bitwy o Pueblę
- Palau – Święto Ludzi w Podeszłym Wieku
- Państwa Europy:
  - Dzień Europy
  - Dzień Walki z Dyskryminacją Osób Niepełnosprawnych (w Polsce również Dzień Godności Osób z Niepełnosprawnością Intelektualną)[1]
- Tajlandia – Święto Koronacji
- Wspomnienia i święta w Kościele katolickim[2][3] obchodzą:
  - św. Brytoniusz z Trewiru (biskup)
  - św. Dominik Savio
  - św. Gotard z Hildesheim (biskup)
  - św. Hilary z Arles (biskup)
  - św. Lucjusz Cyrenejczyk (biskup)
  - św. Maksym z Jerozolimy (biskup)
  - bł. Męczennicy z Motril
  - św. Stanisław Kazimierczyk (prezbiter, CRL)
- Dzień międzynarodowej klasy 5O5[4]

## Wydarzenia w Polsce
- 1200 – Trzęsienie ziemi w Pieninach.
- 1228 – We wsi Cienia koło Kalisza książę wielkopolski Władysław III Laskonogi wydał pierwszy w Polsce przywilej gwarantujący prawa poddanych wobec władzy.
- 1343 – Król Polski Kazimierz III Wielki zawarł z książętami wołogojsko-słupskimi Bogusławem V, Barnimem IV i Warcisławem V sojusz, skierowany przeciw zakonowi krzyżackiemu.
- 1523 – Na Wawelu nieznany sprawca usiłował zastrzelić króla Zygmunta Starego.
- 1641 – Bernardyni z Kalwarii Zebrzydowskiej otrzymali pod opiekę obraz Matki Bożej Płaczącej.
- 1794 – Insurekcja kościuszkowska: przeważające siły rosyjskie pod dowództwem gen. mjr. Fiodora Denisowa osaczyły pod Połańcem armię powstańczą maszerującą na Warszawę. Oddziały Naczelnika Siły Zbrojnej Tadeusza Kościuszki zamknęły się w obozie warownym, w którym przebywały do 16 maja, gdy idąca z odsieczą dywizja gen. mjr Jana Grochowskiego zmusiła Rosjan do zwinięcia blokady i wycofania się na zachód.
- 1809 – Wojna polsko-austriacka: dwa polskie szwadrony zostały rozbite w bitwie pod Kockiem.
- 1829 – Otwarto Bibliotekę Raczyńskich w Poznaniu.
- 1848 – Powstanie wielkopolskie: porażka powstańców w potyczce pod Obornikami.
- 1863 – Powstanie styczniowe: potyczka powstańców z wojskiem rosyjskim pod Krzykawką, w której zginął włoski pułkownik Francesco Nullo; w bitwie pod miejscowością Dubicze zginął Ludwik Narbutt.
- 1880 – Uruchomiono komunikację tramwajową we Lwowie.
- 1895 – Pożar strawił połowę zabudowań Wasilkowa na Białostocczyźnie.
- 1914 – Premiera filmu niemego Bóg wojny w reżyserii Aleksandra Hertza.
- 1923 – Helena Jurgielewicz, córka bakteriologa Odona Bujwida, jako pierwsza kobieta otrzymała dyplom lekarza weterynarii po ukończeniu z ogólnym wynikiem celującym Akademii Medycyny Weterynaryjnej we Lwowie.
- 1926 – Upadł rząd Aleksandra Skrzyńskiego.
- 1934:
  - Powstała Rada Społeczna przy prymasie Polski.
  - Został podpisany protokół przedłużający do 31 grudnia 1945 roku polsko-radziecki pakt o nieagresji.
- 1939 – Minister spraw zagranicznych Józef Beck odrzucił w przemówieniu sejmowym żądania Niemiec włączenia Gdańska do III Rzeszy i wyznaczenia eksterytorialnych linii komunikacyjnych.
- 1943 – Premier RP na uchodźstwie gen. Władysław Sikorski zaapelował w przemówieniu radiowym do Polaków o pomoc powstańcom z warszawskiego getta.
- 1950 – Utworzono Towarzystwo Wiedzy Powszechnej.
- 1972 – Premiera filmu Jak daleko stąd, jak blisko w reżyserii Tadeusza Konwickiego.
- 1990 – Z połączenia PSL – Odrodzenie oraz PSL wilanowskiego utworzono Polskie Stronnictwo Ludowe.
- 1993 – Rozpoczął się strajk sfery budżetowej.
- 1994:
  - Otwarto Muzeum Archidiecezjalne w Krakowie.
  - Przedstawiciel władz ukraińskich przekazał stronie polskiej tzw. Ukraińską Listę Katyńską.
- 1997 – W katastrofie kolejowej w Reptowie koło Stargardu zginęło 12 osób, a 36 zostało rannych.
- 2000 – W Warszawie odsłonięto pomnik Henryka Sienkiewicza.
- 2005:
  - Po raz pierwszy maturzyści trzyletnich szkół średnich pisali maturę według zasad tzw. „nowej matury”.
  - Sejm RP odrzucił głosami lewicy wnioski LPR, PiS i PO o swoje samorozwiązanie.
- 2006:
  - Powstała koalicja PiS-Samoobrona-LPR.
  - Premiera filmu Jasminum w reżyserii Jana Jakuba Kolskiego.
- 2018 – W wyniku tąpnięcia w KWK „Zofiówka“ w Jastrzębiu-Zdroju zginęło 5 górników, a 2 zostało rannych.

## Wydarzenia na świecie
- 553 – Rozpoczął się sobór konstantynopolitański II.
- 1260 – Kubilaj-chan został władcą Imperium mongolskiego.
- 1292 – Adolf z Nassau został wybrany na króla niemieckiego.
- 1309 – Robert I Mądry został królem Neapolu.
- 1389 – W Egerze (Chebie) podpisano traktat pokojowy kończący wojnę miast w Niemczech.
- 1494 – Krzysztof Kolumb odkrył Jamajkę.
- 1525 – Jan Stały został elektorem Saksonii.
- 1531 – Spłonęła katedra w norweskim Nidaros (Trondheim) wraz z dużą częścią miasta.
- 1613 – Poświęcono cerkiew Świętych Piotra i Pawła w Moskwie-Lefortowie.
- 1640 – Król Anglii Karol I Stuart rozwiązał tzw. Krótki Parlament.
- 1645 – Wojna trzydziestoletnia: zwycięstwo niemieckiej armii cesarskiej nad wojskami francuskimi w bitwie pod Herbsthausen.
- 1668 – U wybrzeży Brazylii zatonął portugalski galeon „Santissimo Sacramento”. Spośród ponad tysiąca osób na pokładzie uratowano 70.
- 1705 – Józef I Habsburg został cesarzem rzymskim.
- 1726 – Francuzka Marie Camargo, po skróceniu sukni, jako pierwsza baletmistrzyni wykonała skok w trakcie przedstawienia.
- 1789 – Król Ludwik XVI otworzył francuskie Stany Generalne, zwołane po raz pierwszy od roku 1614.
- 1793 – Rewolucja francuska: zwycięstwo powstańców wandejskich nad wojskami republikańskimi w bitwie pod Thouars.
- 1800 – II koalicja antyfrancuska: zwycięstwo wojsk francuskich nad austriackimi w bitwie pod Möskirch.
- 1801 – Została rozwiązana francuska Armia Renu.
- 1809:
  - Mary Kies jako pierwsza kobieta otrzymała amerykański patent na swój wynalazek (technikę tkania słomy z jedwabiem i przędzą).
  - Szwajcarski kanton Argowia odmówił obywatelstwa Żydom.
- 1811 – Wojny napoleońskie w Hiszpanii i Portugalii: zwycięstwo wojsk angielsko-portugalskich nad francuskimi w bitwie pod Fuentes de Oñoro.
- 1814 – Wojna brytyjsko-amerykańska: brytyjski desant spalił amerykański Fort Ontario.
- 1821 – Ukazało się pierwsze wydanie brytyjskiego dziennika „The Guardian” (jako „The Manchester Guardian”).
- 1824 – Papież Leon XII w encyklice Ubi primum potępił Towarzystwa Biblijne oraz ideę dokonywania przekładów Biblii na „języki pospolite”, tzn. narodowe.
- 1827 – Antoni Wettyn został królem Saksonii.
- 1835 – Otwarto linię kolejową Bruksela-Mechelen.
- 1858 – Otwarto połączenie kolejowe (dziś zw. Abbey Line) pomiędzy St Albans Abbey a Watford Junction w Anglii.
- 1860 – Zjednoczenie Włoch: Giuseppe Garibaldi wraz z tysiącem towarzyszy wypłynął z portu Quarto pod Genuą na Sycylię, w celu wsparcia powstania przeciwko Burbonom.
- 1861 – Niemiecki astronom Hermann Goldschmidt odkrył planetoidę (70) Panopaea.
- 1862:
  - Francuska interwencja w Meksyku: wojska meksykańskie pokonały francuski korpus ekspedycyjny w bitwie o Puebla.
  - Wojna secesyjna: nierozstrzygnięta bitwa o Williamsburg (Wirginia).
- 1864 – Wojna secesyjna: rozpoczęła się bitwa w dziczy (Wirginia).
- 1888 – Papież Leon XIII wydał encyklikę In Plurimis o niewolnictwie.
- 1891 – Otwarto Carnegie Hall w Nowym Jorku.
- 1895:
  - W Barcelonie odbył się pierwszy pokaz filmowy terenie Hiszpanii.
  - Założono niemiecki klub piłkarski Fortuna Düsseldorf.
- 1904 – W Pradze odbył się pogrzeb Antonína Dvořáka.
- 1905 – Założono argentyński klub piłkarski CA Colón.
- 1907 – Amerykański astronom amator Joel Metcalf odkrył planetoidę (638) Moira.
- 1908 – Wszedł do służby niemiecki pancernik SMS „Schlesien”.
- 1910 – 84 górników zginęło w wyniku eksplozji w kopalni węgla kamiennego w hrabstwie Walker w Alabamie.
- 1912:
  - W Zagrzebiu otwarto stadion Maksimir.
  - Założono austriacki klub piłkarski SV Ried.
- 1915 – W Wiedniu została powołana emigracyjna Ogólna Rada Ukraińska.
- 1918 – W pierwszym finale piłkarskiego pucharu Francji Olympique de Paris pokonał FC Lyon 3:0.
- 1920:
  - Amerykańskie władze wycofały zarzuty wobec grupy czołowych działaczy Towarzystwa Strażnica oraz redaktorów książki Dokonana tajemnica, aresztowanych od dwóch lat pod zarzutem utrudniania poboru do wojska podczas wojny.
  - Niels Neergaard został po raz drugi premierem Danii.
  - Pod zarzutem działania na szkodę interesu publicznego zostali aresztowani w Brockton w stanie Massachusetts Ferdinando Sacco i Bartolomeo Vanzetti, amerykańscy działacze robotniczy i anarchistyczni pochodzenia włoskiego. W czasie śledztwa oskarżono ich również, mimo posiadania alibi, o dokonanie napadu rabunkowego i skazano na karę śmierci na krześle elektrycznym. Mimo międzynarodowych protestów wyroki wykonano w 1927 roku.
- 1921 – Coco Chanel wybrała, spośród próbek przygotowanych na jej zlecenie przez Ernesta Beaux, zapach perfum znanych później jako Chanel No. 5.
- 1925 – Afrikaans stał się językiem urzędowym w Związku Południowej Afryki.
- 1927 – Ukazała się powieść Do latarni morskiej brytyjskiej pisarki Virginii Woolf.
- 1930 – Brytyjska pilotka Amy Johnson wystartowała z Croydon (obecnie część Londynu) samolotem de Havilland DH.60 Moth w samotny lot do Australii, który jako pierwsza kobieta zakończyła 24 maja w Darwin.
- 1931 – Stanisław Skarżyński i Andrzej Markiewicz zakończyli udany lot dookoła Afryki, pokonując dystans 26 000 km polskim samolotem PZL Ł.2.
- 1935 – W finale rozgrywanych w Genewie 1. Mistrzostw Europy w Koszykówce Mężczyzn Łotwa pokonała Hiszpanię 24:18.
- 1936 – II wojna włosko-abisyńska: wojska włoskie zajęły Addis Abebę. Benito Mussolini proklamował powstanie II Imperium Rzymskiego.
- 1941:
  - Cesarz Etiopii Haile Selassie I powrócił z wygnania do Addis Abeby.
  - Isaías Medina Angarita został prezydentem Wenezueli.
- 1942 – II wojna światowa w Afryce: rozpoczęła się bitwa o Madagaskar.
- 1943 – Bitwa o Atlantyk: niemiecki okręt podwodny U-638 został zatopiony wraz z 44-osobową załogą u wybrzeży Nowej Fundlandii przez brytyjską korwetę HMS „Sunflower”.
- 1945:
  - 1. Dywizja Pancerna gen. Stanisława Maczka zdobyła Wilhelmshaven.
  - Brygada Świętokrzyska NSZ wyzwoliła obóz koncentracyjny dla kobiet w czeskim mieście Holýšov.
  - Skapitulowały wojska III Rzeszy w południowych Niemczech, Tyrolu, zachodniej Austrii, Danii i Holandii.
  - Wojska amerykańskie wyzwoliły obóz koncentracyjny Mauthausen-Gusen.
  - Wybuchło powstanie praskie.
- 1946 – Francuzi odrzucili w referendum projekt nowej konstytucji.
- 1948 – Założono klub piłkarski CSKA Sofia.
- 1949 – Powstała Rada Europy.
- 1950 – Bhumibol Adulyadej koronował się na króla Tajlandii.
- 1953 – W NRD ustanowiono Order Karla Marksa.
- 1955 – Weszły w życie układy paryskie na mocy których m.in. zniesiono okupacyjny status RFN, przyznano jej prawo do posiadania armii (z wyłączeniem broni masowej zagłady) oraz włączono do Paktu Północnoatlantyckiego.
- 1961:
  - Alan Shepard został pierwszym Amerykaninem w kosmosie, odbywając 15-minutowy lot balistyczny na pokładzie statku Mercury-Redstone 3.
  - Ali Amini został premierem Iranu.
- 1965 – Podczas lądowania na Teneryfie rozbił się lecący z Madrytu Lockheed Constellation linii Iberia, w wyniku czego zginęło 30 spośród 49 osób na pokładzie.
- 1968:
  - We Frankfurcie nad Odrą odsłonięto pomnik Karla Marksa.
  - Wojna wietnamska: armia północnowietnamska i Vietcong rozpoczęły drugą fazę ofensywy Tết.
- 1970:
  - Hinduistyczna guru Shri Mataji Nirmala Devi zaprezentowała współczesny system jogi – sahadźa joga.
  - W Szwajcarii rozpoczęto drążenie Tunelu drogowego Świętego Gotarda.
- 1971 – W pierwszym meczu pod wodzą Kazimierza Górskiego reprezentacja Polski w piłce nożnej pokonała w Lozannie Szwajcarię 4:2.
- 1972 – 115 osób zginęło w katastrofie lecącego z Palermo do Rzymu samolotu DC-8 należącego do linii Alitalia.
- 1974:
  - Vint Cerf i Bob Kahn w raporcie badawczym dotyczącym protokołu TCP po raz pierwszy w historii użyli słowa Internet.
  - We Francji odbyła się I tura wyborów prezydenckich. Do II tury przeszli: François Mitterrand i Valéry Giscard d’Estaing.
- 1976 – Założono Front Narodowego Wyzwolenia Korsyki (FLNC).
- 1979 – Założono chilijski klub piłkarski CD Cobresal.
- 1980 – Operacja „Nimrod”: oddział antyterrorystyczny uwolnił zakładników przetrzymywanych w irańskiej ambasadzie w Londynie.
- 1981 – Działacz IRA Bobby Sands zmarł po 66 dniach głodówki w więzieniu Maze w Irlandii Północnej.
- 1983:
  - Chaim Herzog został prezydentem Izraela.
  - W Monachium odbył się 28. Konkurs Piosenki Eurowizji.
- 1984:
  - Na rzece Parana na granicy paragwajsko-brazylijskiej oddano do użytku zaporę wodną Itaipu.
  - W Luksemburgu odbył się 29. Konkurs Piosenki Eurowizji.
- 1989 – Finlandia została przyjęta do Rady Europy.
- 1990 – W Zagrzebiu odbył się 35. Konkurs Piosenki Eurowizji.
- 1992:
  - Po przeszło 200 latach od uchwalenia weszła w życie 27. poprawka do konstytucji USA, regulująca kwestie związane z wynagrodzeniem członków amerykańskiego Kongresu.
  - Przed półfinałowym meczem piłkarskiego Pucharu Francji pomiędzy SC Bastia a Olympique Marsylia na stadionie Armanda Cesariego w Furiani (na południowych przedmieściach Bastii), w wyniku runięcia tymczasowej trybuny zginęło 18 osób, a 2357 zostało rannych.
  - Rosjanie zamieszkujący półwysep proklamowali powstanie Republiki Krymu.
  - Ukazała się gra komputerowa Wolfenstein 3D.
- 1993:
  - Mercedes-Benz zakończył produkcję modelu 190.
  - Uchwalono pierwszą poradziecką konstytucję Kirgistanu.
- 1994 – W rodzinnym São Paulo został pochowany tragicznie zmarły brazylijski kierowca F1 Ayrton Senna.
- 1999:
  - Otwarto Stadion La Cartuja w Sewilli.
  - Podpisano indonezyjsko-portugalskie porozumienie dotyczące przyszłości Timoru Wschodniego.
- 2000 – Na Hawajach padła w wieku 2 lat i 5 miesięcy pierwsza pomyślnie sklonowana mysz Cumulina.
- 2002 – Urzędujący prezydent Francji Jacques Chirac został wybrany na II kadencję.
- 2005:
  - Uzbekistan wystąpił z organizacji GUAM.
  - Wybory do brytyjskiej Izby Gmin wygrała rządząca Partia Pracy.
- 2007:
  - Chiny zerwały stosunki dyplomatyczne z Saint Lucia, która 1 maja nawiązała stosunki z Tajwanem.
  - W katastrofie lotu Kenya Airways 507 w Kamerunie zginęło 114 osób.
- 2008 – W bułgarskim mieście Petricz otwarto domowe muzeum jasnowidzącej Wangi.
- 2009 – Derviş Eroğlu został po raz trzeci premierem Cypru Północnego.
- 2010 – W Grecji rozpoczęły się protesty społeczne.
- 2011:
  - 110-letnia Brytyjka Florence Green została, po śmierci swego rodaka Claude’a Choulesa, ostatnią żyjącą weteranką I wojny światowej na świecie (zmarła 4 lutego 2012).
  - W Wielkiej Brytanii odbyło się referendum w sprawie zmiany sposobu głosowania w wyborach parlamentarnych.
- 2013 – Libijski parlament przyjął ustawę zakazującą zajmowania stanowisk w nowej administracji państwowej wszystkim wyższym funkcjonariuszom obalonego reżimu Mu’ammara al-Kaddafiego.
- 2014 – Wojna domowa w Syrii: rebelianci wysadzili w powietrze tunel wypełniony ładunkami wybuchowymi pod wojskowym punktem kontrolnym As-Sahabh nieopodal Chan Szajchun, w wyniku czego zginęło 30 osób.
- 2019 – Podczas awaryjnego lądowania w Porcie lotniczym Moskwa-Szeremietiewo stanął w płomieniach należący do Aerofłotu samolot Suchoj Superjet 100, w wyniku czego zginęło 41 osób, a 37 odniosło obrażenia.

## Urodzili się
- 347 – Paula Rzymianka, święta (zm. 404 lub 406)
- 1210 – Alfons III Dzielny, król Portugalii (zm. 1279)
- 1282 – Don Juan Manuel, hiszpański książę, pisarz (zm. 1348)
- 1310 – Przecław z Pogorzeli, śląski duchowny katolicki, biskup wrocławski (zm. 1376)
- 1352 – Ruprecht z Palatynatu, elektor Palatynatu, król Niemiec (zm. 1410)
- 1479 – Guru Amar Das, guru sikhizmu (zm. 1574)
- 1487 – Anna Hohenzollern, księżna cieszyńska (zm. 1539)
- 1504 – Stanisław Hozjusz, polski duchowny katolicki, biskup chełmiński i warmiński, teolog, kardynał, poeta, humanista (zm. 1579)
- 1530 – Gabriel de Montgomery, francuski arystokrata, oficer pochodzenia szkockiego (zm. 1574)
- 1582 – Jan Fryderyk, książę Wirtembergii (zm. 1628)
- 1585 – Vincenzo Carafa, włoski jezuita, pisarz, Sługa Boży (zm. 1649)
- 1590 – Jan Albrecht II, współksiążę Meklemburgii-Schwerin i całej Meklemburgii, książę Meklemburgii-Güstrow (zm. 1636)
- 1591 – Jakub Sobieski, polski magnat, polityk, dowódca wojskowy, pamiętnikarz (zm. 1646)
- 1615 – Heinrich Podewils, pruski generał, strateg wojskowy, polityk (zm. 1696)
- 1639 – Johannes Olearius, niemiecki filolog, teolog luterański (zm. 1713)
- 1652 – Borys Szeremietiew, rosyjski hrabia, dowódca wojskowy, dyplomata (zm. 1719)
- 1669 – Fryderyka Elżbieta Sachsen-Eisenach, księżna Saksonii-Weißenfels (zm. 1730)
- 1705 – John Campbell, szkocki arystokrata, dowódca wojskowy (zm. 1782)
- 1712 – Janusz Aleksander Sanguszko, miecznik wielki litewski, marszałek nadworny litewski, ordynat ostrogski (zm. 1775)
- 1714 – Adam Oppeln-Bronikowski, polski ziemianin, polityk, (zm. 1778)
- 1724 – Bernardyna Krystyna Zofia, księżniczka Saksonii-Weimar i Saksonii-Eisenach, księżna Schwarzburg-Rudolstadt (zm. 1757)
- 1726 – Franciszek Jacek Lé Livec de Trésurin, francuski duchowny katolicki, męczennik, błogosławiony (zm. 1792)
- 1738 – Adolf Fryderyk IV, książę Meklemburgii-Strelitz (zm. 1794)
- 1741 – John Archer, amerykański lekarz, polityk (zm. 1810)
- 1744 – Józef Miaskowski, polski duchowny katolicki, pierwszy biskup diecezji warszawskiej (zm. 1804)
- 1745 – Carl August Ehrensvärd, szwedzki rysownik, architekt, teoretyk sztuki (zm. 1800)
- 1747 – Leopold II Habsburg, cesarz rzymsko-niemiecki (zm. 1792)
- 1749 – Jean-Frédéric Edelmann, francuski kompozytor (zm. 1794)
- 1757 – Remigio Crescini, włoski duchowny katolicki, biskup Parmy, kardynał (zm. 1830)
- 1769 – Franciszek Młokosiewicz, polski generał (zm. 1845)
- 1793 – Jan Teraszkiewicz, polski duchowny greckokatolicki, sufragan i biskup administrator unickiej diecezji chełmskiej (zm. 1863)
- 1800 – Louis Hachette, francuski wydawca (zm. 1864)
- 1804 – Emanuel Ruiz, hiszpański franciszkanin, misjonarz, męczennik, błogosławiony (zm. 1860)
- 1805 – José Ballivián, boliwijski generał, polityk, prezydent Boliwii (zm. 1852)
- 1807 – Károly Kalchbrenner, węgierski pastor, botanik, mykolog (zm. 1886)
- 1811 – John William Draper, amerykański przyrodnik, historyk, pionier fotografii (zm. 1882)
- 1813 – Søren Kierkegaard, duński filozof, teolog, poeta (zm. 1855)
- 1814 – János Balassa, węgierski chirurg (zm. 1868)
- 1818 – Karol Marks, niemiecki filozof, ekonomista, działacz rewolucyjny (zm. 1883)
- 1819:
  - Anna Maria Barrera Ravell, hiszpańska zakonnica (zm. 1893)
  - Stanisław Moniuszko, polski kompozytor (zm. 1872)
- 1824 – Antoni Krygowski, polski fizyk, matematyk, pedagog (zm. 1904)
- 1825:
  - Maksymilian Fajans, polski litograf, fotograf, rysownik (zm. 1890)
  - Wilhelm Hertenstein, szwajcarski polityk, prezydent Szwajcarii (zm. 1888)
- 1826 – Eugenia, cesarzowa Francuzów (zm. 1920)
- 1828:
  - Hermann Haken, niemiecki prawnik, samorządowiec, burmistrz Kołobrzegu i nadburmistrz Szczecina (zm. 1916)
  - Wilhelm Leopolski, polski malarz (zm. 1892)
  - Albert Marth, niemiecki astronom (zm. 1897)
  - Robert von Puttkamer, pruski polityk (zm. 1900)
- 1829 – J.L.C. Pompe van Meerdervoort, holenderski lekarz (zm. 1908)
- 1833:
  - Lazarus Fuchs, niemiecki matematyk (zm. 1902)
  - Ferdinand von Richthofen, niemiecki podróżnik, geolog, geograf (zm. 1905)
- 1840 – Józef (Jowczew), bułgarski duchowny prawosławny, metropolita łowecki i zwierzchnik Egzarchatu Bułgarskiego (zm. 1915)
- 1844 – Józef Pius Dziekoński, polski architekt, konserwator zabytków (zm. 1927)
- 1846 – Henryk Sienkiewicz, polski nowelista, powieściopisarz, publicysta, laureat Nagrody Nobla (zm. 1916)
- 1847 – William Henry Parker, amerykański polityk (zm. 1908)
- 1848 – Janusz Rypuszyński, polski inżynier budownictwa, architekt, samorządowiec, burmistrz i komisarz rządowy Tarnowa (zm. 1932)
- 1851 – Antoni Małłek, polski kompozytor, dyrygent, działacz polonijny (zm. 1917)
- 1852 – Pietro Gasparri, włoski kardynał (zm. 1934)
- 1854 – Iwan Horbaczewski, ukraiński chemik, biochemik, higienista, epidemiolog, polityk, minister zdrowia Austro-Węgier (zm. 1942)
- 1862 – Max Elskamp, belgijski poeta (zm. 1931)
- 1864 – Maria Kerguin, francuska misjonarka, męczennica, święta (zm. 1900)
- 1865 – Albert Aurier, francuski poeta, malarz, krytyk sztuki (zm. 1892)
- 1869 – Hans Pfitzner, niemiecki kompozytor (zm. 1949)
- 1871 – Bronisław Sabat, polski fizyk, rentgenolog (zm. 1953)
- 1872 – Georges-François-Xavier-Marie Grente, francuski duchowny katolicki, biskup Le Mans, kardynał (zm. 1959)
- 1877 – Gieorgij Siedow, rosyjski wojskowy, badacz Arktyki (zm. 1914)
- 1878:
  - Edward James Gay, amerykański polityk, senator (zm. 1952)
  - Wim Schouten, holenderski żeglarz sportowy (zm. 1941)
- 1879:
  - Manlio Pastorini, włoski gimnastyk (zm. 1942)
  - Jurgis Šaulys, litewski polityk, dyplomata (zm. 1948)
- 1881 – Hakaru Hashimoto, japoński chirurg (zm. 1934)
- 1882 – Maurice Peeters, holenderski kolarz torowy (zm. 1957)
- 1883:
  - Anna Johnson Pell Wheeler, amerykańska matematyk (zm. 1966)
  - Petar Konjović, serbski kompozytor (zm. 1970)
  - Eleazar López Contreras, wenezuelski wojskowy, polityk, prezydent Wenezueli (zm. 1973)
  - Stanisław Szpetnar, polski duchowny katolicki, szambelan papieski, budowniczy kościołów, autor książek religijnych (zm. 1952)
  - Archibald Wavell, brytyjski arystokrata, marszałek polny, polityk kolonialny, gubernator generalny i wicekról Indii (zm. 1950)
- 1884:
  - Alice Milliat, francuska działaczka sportowa, nauczycielka, tłumaczka (zm. 1957)
  - Franz Nölken, niemiecki malarz (zm. 1918)
- 1885 – Agustín Barrios Mangoré, paragwajski gitarzysta, kompozytor (zm. 1944)
- 1886 – Mieczysław Maciejowski, polski generał brygady (zm. 1940)
- 1890:
  - Stanisław Baczyński, polski pisarz, krytyk literacki, publicysta, historyk literatury (zm. 1939)
  - Giulio Basletta, włoski szpadzista (zm. 1975)
  - Augustien Pluys, belgijski gimnastyk (zm. ?)
  - Léon Vanderstuyft, belgijski kolarz torowy (zm. 1964)
- 1891 – Radim Kettner, czeski geolog (zm. 1967)
- 1892:
  - Dorothy Garrod, brytyjska archeolog (zm. 1968)
  - Antoni Perulles Estivill, hiszpański duchowny katolicki, męczennik, błogosławiony (zm. 1936)
  - Robert Sénéchal, francuski kierowca wyścigowy (zm. 1985)
  - Władysław Sokołowski, polski prawnik, dyplomata (zm. 1963)
- 1893 – Adam Bederski, polski poeta (zm. 1961)
- 1894:
  - August Dvorak, amerykański psycholog pochodzenia czeskiego (zm. 1975)
  - Stefan Godlewski, polski poeta, prozaik, tłumacz (zm. 1942)
- 1895:
  - Stefan Bergman, amerykański matematyk pochodzenia polsko-żydowskiego (zm. 1977)
  - Alfred Brosig, polski historyk sztuki (zm. 1940)
  - Charles Lamont, amerykański reżyser filmowy (zm. 1993)
  - Stanisław J. Paprocki, polski sowietolog (zm. 1976)
  - Ernest Pusey, amerykański superstulatek (zm. 2006)
- 1896 – Norbert Wieliczka, polski urzędnik i oficer (zm. 1940)
- 1897:
  - Kenneth Burke, amerykański teoretyk literatury (zm. 1993)
  - Jean Sardier, francuski pilot wojskowy, as myśliwski (zm. 1976)
  - Gieorgij Zacharow, radziecki generał armii, polityk (zm. 1957)
- 1898:
  - Augustyn Caloca Cortés, meksykański duchowny katolicki, męczennik, święty (zm. 1927)
  - Max Houben, belgijski lekkoatleta, sprinter, piłkarz, bobsleista (zm. 1949)
  - Blind Willie McTell, amerykański muzyk i wokalista bluesowy (zm. 1959)
- 1899:
  - Freeman Fisher Gosden, amerykański aktor, komik (zm. 1982)
  - Aleksandr Iwanow, rosyjski reżyser filmów animowanych (zm. 1959)
  - Nikołaj Woronow, radziecki dowódca wojskowy, główny marszałek artylerii (zm. 1968)
  - Paul Barbarin, amerykański perkusista jazzowy (zm. 1969)
- 1900:
  - Gyula Háy, węgierski dramaturg, poeta (zm. 1975)
  - Charles Jewtraw, amerykański łyżwiarz szybki (zm. 1996)
  - Aleksander Kraśniański, polski poeta, dziennikarz (zm. 1929)
  - Gieorgij Mitieriew, radziecki lekarz, polityk (zm. 1977)
  - Spiro Moisiu, albański polityk (zm. 1980)
- 1901 – Václav Řezáč, czeski pisarz, publicysta (zm. 1956)
- 1902 – Florian Laskowski, polski kapitan pilot (zm. 1939)
- 1903:
  - Iwan Doronin, radziecki pilot morski i polarny (zm. 1951)
  - Kazimierz Gąsiorowski, polski podpułkownik (zm. 1952)
  - Wacław Korabiewicz, polski lekarz, poeta, reportażysta, podróżnik, kolekcjoner eksponatów etnograficznych (zm. 1994)
- 1904:
  - Bohdan Krawciw, ukraiński poeta, działacz nacjonalistyczny (zm. 1975)
  - Leon Manteuffel-Szoege, polski kardiochirurg pochodzenia niemieckiego (zm. 1973)
  - Gordon Richards, brytyjski dżokej (zm. 1988)
- 1905:
  - Ángel Bossio, argentyński piłkarz, bramkarz (zm. 1978)
  - Floyd Gottfredson, amerykański rysownik komiksowy pochodzenia duńskiego (zm. 1986)
  - Maria Zielonka, polska porucznik AK (zm. 1944)
- 1906 – Irena Słońska, polska pedagog, badaczka literatury dziecięcej, kapitan AK (zm. 1989)
- 1907:
  - Florence Li Tim-Oi, chińska misjonarka, pierwsza kobieta wyświęcona na kapłana w ramach Wspólnoty Anglikańskiej (zm. 1992)
  - Yoritsune Matsudaira, japoński kompozytor (zm. 2001)
  - Janusz Pajewski, polski historyk, wykładowca akademicki (zm. 2003)
  - Peter Steffes, niemiecki kolarz torowy (zm. 1992)
  - Iryna Wilde, ukraińska pisarka (zm. 1982)
- 1908:
  - Jacques Massu, francuski generał (zm. 2002)
  - Antoni Maszewski, polski lekkoatleta, płotkarz i sprinter, major (zm. 1944)
  - Piotr Szarek, polski duchowny katolicki, Sługa Boży (zm. 1939)
- 1909:
  - Rafaił Kaprelan, radziecki pilot wojskowy i doświadczalny (zm. 1984)
  - Miklós Radnóti, węgierski poeta (zm. 1944)
  - Stanisław Rychłowski, polski architekt, urbanista (zm. 1981)
- 1910:
  - Josef Almogi, izraelski polityk (zm. 1991)
  - Eileen Tranmer, brytyjska szachistka, klarnecistka (zm. 1983)
  - Otto-Wilhelm von Vacano, niemiecki archeolog (zm. 1997)
- 1911:
  - Mina Bern, polsko-amerykańska aktorka, śpiewaczka pochodzenia żydowskiego (zm. 2010)
  - Andor Lilienthal, węgierski szachista (zm. 2010)
  - Zofia Rydet, polska fotografka (zm. 1997)
  - Nikołaj Żerdiew, radziecki major pilot, as myśliwski (zm. 1942)
- 1912:
  - Adolf Chronicki, polski aktor (zm. 1989)
  - Janusz Patrzykont, polski koszykarz (zm. 1982)
- 1913 – Bronisław Minc, polski ekonomista marksistowski (zm. 2004)
- 1914 – Tyrone Power, amerykański aktor (zm. 1958)
- 1915:
  - Alice Faye, amerykańska aktorka, piosenkarka (zm. 1998)
  - Julia Wojciechowska, polska gimnastyczka (zm. 1986)
- 1916:
  - Antoni Leopold, polski ekonomista (zm. 2009)
  - Giani Zail Singh, indyjski polityk, prezydent Indii (zm. 1994)
- 1917:
  - Aage Eriksen, norweski zapaśnik (zm. 1998)
  - Chaskiel Gopnik, radziecki pułkownik pilot (zm. 1989)
  - Martin Grassnick, niemiecki inżynier architekt, historyk architektury (zm. 2020)
  - Pío Leyva, kubański muzyk, członek zespołu Buena Vista Social Club (zm. 2006)
- 1918 – Jacques Besson, szwajcarski kolarz torowy (zm. 1984)
- 1919 – Jeorjos Papadopulos, grecki wojskowy, polityk, premier Grecji (zm. 1999)
- 1920:
  - Hanna Łochocka, polska poetka, pisarka, tłumaczka, autorka słuchowisk radiowych (zm. 1995)
  - Józef Okuniewski, polski ekonomista, dyplomata, polityk, minister rolnictwa (zm. 2016)
  - Charles H. Schneer, amerykański producent filmowy (zm. 2009)
  - Marian Załucki, polski prozaik, poeta, satyryk (zm. 1979)
- 1921:
  - Del Martin, amerykańska dziennikarka (zm. 2008)
  - Arthur Leonard Schawlow, amerykański fizyk (zm. 1999)
- 1922:
  - Aleksandra Akimowa, radziecka kapitan lotnictwa (zm. 2012)
  - Julian Grabowski, polski malarz, pedagog (zm. 1973)
  - Dan Jeorjadis, grecki piłkarz, trener (zm. 1998)
  - Carlos Moorhead, amerykański polityk (zm. 2011)
  - Andrzej Ryszkiewicz, polski historyk sztuki (zm. 2005)
- 1923:
  - Siergiej Achromiejew, radziecki dowódca wojskowy, marszałek ZSRR (zm. 1991)
  - Aleksandr Andriejew, radziecki generał pułkownik lotnictwa (zm. 2020)
  - Chucrallah Harb, libański duchowny maronicki, biskup (zm. 2019)
  - Michaił Jegorow, radziecki sierżant (zm. 1975)
  - Edit Perényiné Weckinger, węgierska gimnastyczka sportowa (zm. 2019)
  - Nikołaj Sutiagin, radziecki generał major lotnictwa (zm. 1996)
  - Halina Szwarc, polska gerontolog, wykładowczyni akademicka, żołnierz AK (zm. 2002)
- 1924:
  - Fernand Grosjean, szwajcarski narciarz alpejski (zm. 2015)
  - Min Zhiting, chiński duchowny, przywódca chińskich taoistów (zm. 2004)
- 1925:
  - Željko Čajkovski, chorwacki piłkarz, trener (zm. 2016)
  - Stanisław Małysiak, polski duchowny katolicki, kanonik krakowskiej kapituły katedralnej, żołnierz AK (zm. 2017)
  - Danny McLennan, szkocki piłkarz, trener (zm. 2004)
  - Otto Schimek, austriacki żołnierz (zm. 1944)
- 1926:
  - Jerzy Bafia, polski prawnik, polityk, poseł na Sejm PRL, minister sprawiedliwości (zm. 1991)
  - Anna Nelken, polska łączniczka AK, uczestniczka powstania warszawskiego (zm. 1944)
  - Maurice Taylor, brytyjski duchowny katolicki, biskup Galloway (zm. 2023)
  - Víctor Ugarte, boliwijski piłkarz (zm. 1995)
- 1927:
  - Sylvia Fedoruk, kanadyjska fizyk, lekarka, curlerka (zm. 2012)
  - Divaldo Franco, brazylijski pisarz, spirytysta, medium (zm. 2025)
  - Robert Spaemann, niemiecki teolog, filozof (zm. 2018)
  - Mieczysław Zlat, polski historyk sztuki (zm. 2014)
- 1928:
  - Juris Hartmanis, łotewski informatyk teoretyk (zm. 2022)
  - Pierre Schoendoerffer, francuski pisarz, scenarzysta i reżyser filmowy (zm. 2012)
- 1929 – Fritz Csoklich, austriacki dziennikarz (zm. 2009)
- 1930:
  - Leonid Abałkin, rosyjski ekonomista (zm. 2011)
  - Adam Antoni Piątkowski, polski prof. dr hab. inż nauk technicznych (zm. 2002)
  - Stanford J. Shaw, amerykański historyk, orientalista (zm. 2006)
  - Douglas Turner Ward, amerykański dramaturg, aktor, reżyser i producent teatralny, działacz na rzecz praw człowieka (zm. 2021)
- 1931:
  - Irit Amiel, izraelska poetka, pisarka, tłumaczka (zm. 2021)
  - Walentin Tugarin, rosyjski trener piłkarski (zm. 1998)
- 1932 – Mieczysław Krajewski, polski ekonomista, polityk, poseł na Sejm PRL (zm. 2010)
- 1933:
  - Hans van der Hoek, holenderski piłkarz (zm. 2017)
  - Rufus Pereira, hinduski duchowny katolicki, teolog, egzorcysta (zm. 2012)
  - Tan Howe Liang, singapurski sztangista (zm. 2024)
  - Ratnasiri Wickremanayake, lankijski polityk, premier Sri Lanki (zm. 2016)
- 1934:
  - Henri Konan Bédié, iworyjski ekonomista, prawnik, polityk, prezydent Wybrzeża Kości Słoniowej (zm. 2023)
  - Benicjusz Głębocki, polski geograf (zm. 2024)
  - Jan Horodnicki, polski lekarz, profesor nauk medycznych (zm. 2016)
  - Halina Matysik, polska nauczycielka, harcmistrzyni, działaczka Związku Harcerstwa Polskiego (zm. 2025)
  - Włodzimierz Wiszniewski, polski aktor (zm. 2019)
- 1935:
  - Maciej Bossak, polski inżynier (zm. 2025)
  - Stanisław Jaroszyński, polski aktor (zm. 1994)
  - Bernard Pivot, francuski dziennikarz, krytyk literacki, prezenter telewizyjny (zm. 2024)
  - Robert Rehme, amerykański producent filmowy
- 1936:
  - Stanisław Kuraciński, polski duchowny katolicki, pallotyn (zm. 2006)
  - Ervin Lázár, węgierski autor literatury dziecięcej (zm. 2006)
  - Jaime Rosenthal, honduraski bankier, przedsiębiorca, polityk, wiceprezydent Hondurasu (zm. 2019)
- 1937 – Trần Đức Lương, wietnamski geolog, kartograf, polityk, prezydent Wietnamu (zm. 2025)
- 1938:
  - Adolf Scherer, słowacki piłkarz (zm. 2023)
  - Jerzy Skolimowski, polski aktor, reżyser, scenarzysta i producent filmowy, poeta, malarz
- 1939:
  - Antoni Grochowalski, polski muzyk, dyrygent, pedagog
  - Ryszard Horowitz, amerykański fotograf pochodzenia polsko-żydowskiego
  - Joanna Pinińska, polska geolog, wykładowczyni akademicka
  - Karl-Heinz Wildmoser, niemiecki restaurator, działacz sportowy (zm. 2010)
- 1940:
  - Lance Henriksen, amerykański aktor, scenarzysta filmowy pochodzenia norweskiego
  - Michaił Juzowski, rosyjski reżyser filmowy (zm. 2016)
  - Ireneusz Kluczek, polski lekkoatleta, sprinter (zm. 2019)
  - Adam Przeworski, amerykański politolog pochodzenia polskiego
- 1941:
  - Marek Bartosik, polski inżynier, polityk, nauczyciel akademicki, polityk, poseł na Sejm PRL, wiceminister nauki (zm. 2023)
  - Georges Casolari, francuski piłkarz (zm. 2012)
  - Stanley Cowell, amerykański pianista i kompozytor jazzowy (zm. 2020)
  - Romuald Figuier, francuski piosenkarz, kompozytor
  - Aleksandr Ragulin, rosyjski hokeista (zm. 2004)
- 1942:
  - Czesław Błaszak, polski zoolog, akarolog (zm. 2021)
  - Alceste Catella, włoski duchowny katolicki, biskup Casale Monferrato
  - Tammy Wynette, amerykańska piosenkarka (zm. 1998)
- 1943:
  - Carlos Miguel Álvarez, argentyński kolarz szosowy i torowy
  - Isidro Barrio Barrio, hiszpański duchowny katolicki, biskup Huancavélica w Peru
  - Wacław Dominik, polski dziennikarz, publicysta, pisarz, działacz społeczny (zm. 2013)
  - Michael Palin, brytyjski aktor, komik, scenarzysta, piosenkarz, kompozytor, autor tekstów, podróżnik
- 1944:
  - Christian de Portzamparc, francuski architekt, urbanista
  - Bo Larsson, szwedzki piłkarz (zm. 2023)
  - Jean-Pierre Léaud, francuski aktor, scenarzysta i reżyser filmowy
  - Hans-Peter Mayer, niemiecki prawnik, polityk
  - Roger Rees, amerykański aktor (zm. 2015)
  - John Rhys-Davies, walijski aktor
  - Michael Silliman, amerykański koszykarz (zm. 2000)
- 1945:
  - Claude Bourgoignie, belgijski kierowca wyścigowy
  - Saimir Kumbaro, albański aktor, reżyser i scenarzysta filmowy
  - Kazimierz Wielikosielec, polski dominikanin, biskup pomocniczy piński, administrator apostolski sede vacante archidiecezji mińsko-mohylewskiej
- 1946:
  - Bruno Ferrero, włoski salezjanin, pisarz
  - Herm Gilliam, amerykański koszykarz (zm. 2005)
  - Jim Kelly, amerykański aktor, mistrz sztuk walki (zm. 2013)
  - Ewa Kuryluk, polska historyk sztuki, malarka, poetka
  - André Marceau, francuski duchowny katolicki, biskup Nicei
  - Grażyna Marzec, polska aktorka
  - Kebby Musokotwane, zambijski polityk, premier Zambii (zm. 1996)
  - Dawid Primo, izraelski piłkarz
  - Hervé Revelli, francuski piłkarz, trener
  - René Taelman, belgijski trener piłkarski (zm. 2019)
- 1947:
  - António Marto, portugalski duchowny katolicki, biskup Leiria-Fátimy
  - Leif Mortensen, duński kolarz szosowy
  - Malam Bacai Sanhá, gwinejski polityk, prezydent Gwinei Bissau (zm. 2012)
- 1948:
  - Anna Bergman, szwedzka aktorka
  - John Atcherley Dew, nowozelandzki duchowny katolicki, arcybiskup Wellington, kardynał
  - Krzysztof Gawryszczak, polski działacz społeczny, obrońca praw ojców (zm. 2012)
  - Gheorghe Tătaru, rumuński piłkarz (zm. 2004)
  - Bill Ward, brytyjski perkusista, członek zespołu Black Sabbath
- 1949:
  - Eppie Bleeker, holenderski łyżwiarz szybki
  - Zdzisław Kotla, polski żeglarz sportowy (zm. 2012)
  - Larry Steele, amerykański koszykarz, komentator sportowy
  - Stanisław Szatkowski, polski polityk, samorządowiec, wojewoda warmińsko-mazurski
- 1950:
  - Piotr Buczkowski, polski polityk, poseł na Sejm RP (zm. 2003)
  - Googoosh, irańska piosenkarka, aktorka
  - Bronisław Kwiatkowski, polski generał broni, dowódca Sił Zbrojnych RP (zm. 2010)
  - Zdzisław Lis, polski samorządowiec, burmistrz Piaseczna
- 1951:
  - Cyprien Katsaris, francuski kompozytor, pianista pochodzenia cypryjskiego
  - Milan Špinka, czeski żużlowiec (zm. 2024)
- 1952:
  - Mosze Gafni, izraelski rabin, polityk
  - Lothar Huber, niemiecki piłkarz, trener
  - Jean Laffitte, francuski duchowny katolicki, arcybiskup
  - Jordi Llopart, hiszpański lekkoatleta, chodziarz (zm. 2020)
  - Stelios Mijakis, grecki zapaśnik
  - Ryszard Szeremeta, polski kompozytor, dyrygent
  - Willem Witteveen, holenderski prawnik, polityk (zm. 2014)
- 1953:
  - Jerzy Pełka, polski pedagog, historyk, regionalista (zm. 2009)
  - Dieter Zetsche, niemiecki inżynier, menedżer
- 1954:
  - Dawid Azulaj, izraelski polityk, minister spraw religijnych (zm. 2018)
  - Jan Ogrodzki, polski elektronik, diakon katolicki
  - Brian Souter, szkocki przedsiębiorca
  - Bogdan Tomaszek, polski polityk, senator RP, wojewoda opolski
  - Barbara Waśniewska, polska lekkoatletka, wieloboistka
  - Dagmar Wöhrl, niemiecka polityk
- 1955:
  - David Bueso, honduraski piłkarz
  - Melinda Culea, amerykańska aktorka pochodzenia rumuńskiego
  - Manuel Felipe Díaz Sánchez, wenezuelski duchowny katolicki, arcybiskup Calabozo
  - Antoni Gralak, polski trębacz, kompozytor, producent muzyczny
  - Serge Telle, monakijski dyplomata, polityk, minister stanu
- 1956:
  - José Ramón Alexanko, hiszpański piłkarz, trener narodowości baskijskiej
  - Bogusław Andrzejczak, polski samorządowiec, wicemarszałek województwa lubuskiego
  - Lidia Błądek, polska prawnik, polityk, poseł na Sejm RP
  - Lisa Eilbacher, amerykańska aktorka
  - Steve Scott, amerykański lekkoatleta, średniodystansowiec
  - Krystian Walot, polski piłkarz
- 1957:
  - Richard E. Grant, brytyjski aktor, reżyser i scenarzysta filmowy
  - Małgorzata Kidawa-Błońska, polska socjolog, producentka filmowa, polityk, wicemarszałek i marszałek Sejmu RP
  - Walentina Łalenkowa, rosyjska łyżwiarka szybka
  - Witold Waszczykowski, polski historyk, dyplomata, polityk, poseł na Sejm RP, minister spraw zagranicznych, eurodeputowany
- 1958:
  - Anthony Adderly, belizeński piłkarz, trener
  - Serse Cosmi, włoski trener piłkarski
  - Zbigniew Kudłacz, polski koszykarz
  - Irena Linka, polska koszykarka
- 1959:
  - Bobby Ellsworth, amerykański muzyk, wokalista, członek zespołów Overkill i The Cursed
  - Krzysztof Iwaniuk, polski samorządowiec, wójt gminy Terespol
  - Anna Jeremus-Lewandowska, polska śpiewaczka operowa (sopran koloraturowy), pedagog
  - Richard Mwanza, zambijski piłkarz, bramkarz (zm. 1993)
  - Jolanta Nowak, polska aktorka
  - Steve Stevens, amerykański gitarzysta, kompozytor
  - Tomasz Wróblewski, polski dziennikarz, publicysta
- 1960:
  - Krzysztof Bielecki, polski pisarz
  - Juryj Bieleńki, białoruski polityk
  - Stanisław Jamrozek, polski duchowny katolicki, biskup pomocniczy przemyski
  - Samir Kassir, libański historyk, dziennikarz, polityk (zm. 2005)
  - Itsunori Onodera, japoński polityk
  - Dainius Pavalkis, litewski lekarz, polityk
  - Jorge Quiroga Ramírez, boliwijski polityk, prezydent Boliwii
  - Jožef Tertei, serbski zapaśnik pochodzenia węgierskiego
  - Douglas Wheelock, amerykański pilot wojskowy, inżynier, astronauta
- 1961:
  - Rudy Douven, holenderski szachista
  - Mike Dunleavy, amerykański polityk, gubernator Alaski
  - Krzysztof Grzegorek, polski lekarz, polityk, poseł na Sejm RP
  - Hiroshi Hase, japoński zapaśnik, polityk
  - Edit Herczog, węgierski polityk, eurodeputowany
  - Yasuhiro Higuchi, japoński piłkarz, trener
  - Ali Hussein, iracki piłkarz (zm. 2016)
  - Marek Kapłon, polski perkusista, członek zespołów: TSA, Banda i Wanda, Dżem i Złe Psy
  - Zuzana Martináková, słowacka dziennikarka, polityk
  - Tom Schanley, amerykański aktor, scenarzysta i producent filmowy
- 1962:
  - Rodica Arba, rumuńska wioślarka
  - Salohiddin Gafurow, tadżycki piłkarz, trener
  - Robert Gawroński, polski pianista, kameralista, pedagog
  - Jurij Hij, ukraiński piłkarz, trener
  - Artur Michalski, polski dyplomata
  - Nicolas Vanier, francuski pisarz, podróżnik, reżyser i scenarzysta filmowy
- 1963:
  - Dawid Bieńkowski, polski pisarz, psychoterapeuta
  - Laurence Bily, francuska lekkoatletka, sprinterka
  - Sabine Brehm, niemiecka łyżwiarka szybka
  - James LaBrie, kanadyjski wokalista, perkusista, członek zespołu Dream Theater
  - Lai Runming, chiński sztangista
  - Jeffrey Monforton, amerykański duchowny katolicki, biskup Steubenville
  - Prince Ital Joe, amerykański wokalista reggae i eurodance pochodzenia dominikańskiego (zm. 2001)
  - Scott Westerfeld, amerykański pisarz science fiction i fantasy
  - Zhang Guojun, chiński judoka
- 1964:
  - Aszot Barseghian, ormiański piłkarz, trener
  - Jean-François Copé, francuski polityk
  - Rostam Ghasemi, irański generał brygady, polityk, minister ropy naftowej (zm. 2022)
  - Tom Gulbrandsen, norweski piłkarz
  - Heike Henkel, niemiecka lekkoatletka, skoczni wzwyż
  - Félix Isisola, peruwiański zapaśnik
  - Maciej Pieprzyca, polski scenarzysta i reżyser filmowy i telewizyjny
  - Wojciech Woźniak, polski fotografik, muzyk
- 1965:
  - Bianca Butthole, amerykańska wokalistka, basistka, członkini zespołów Butt Trumpet i Betty Blowtorch (zm. 2001)
  - Agnieszka Dudzińska, polska socjolog
  - Fei Junlong, chiński pułkownik lotnictwa, astronauta
  - Mark Keller, niemiecki aktor
  - Leslie Law, brytyjski jeździec sportowy
- 1966:
  - Shawn Drover, kanadyjski perkusista, członek zespołów Eidolon i Megadeth
  - Alessandra Giungi, włoska judoczka
  - Salvador Illa, hiszpański i kataloński polityk
  - Lubow Jegorowa, rosyjska biegaczka narciarska
  - Witold Kołodziejski, polski dziennikarz, samorządowiec, urzędnik państwowy, przewodniczący KRRiT
  - Eric Sato, amerykański siatkarz
  - Sergej Staniszew, bułgarski polityk, premier Bułgarii
- 1967:
  - Alessandro Aimar, włoski lekkoatleta, sprinter
  - Dariusz Basiński, polski satyryk, aktor, reżyser filmowy, członek kabaretu Mumio
  - Robert Flux, niemiecki gitarzysta, członek zespołu Oomph!
  - Małgorzata Książkiewicz, polska strzelczyni sportowa
- 1968:
  - Roberto Álvarez, argentyński duchowny katolicki, biskup pomocniczy Comodoro Rivadavia
  - Boban Babunski, macedoński piłkarz, trener
  - Vincent Dumestre, francuski muzyk, dyrygent
  - Jurij Kalitwincew, ukraiński piłkarz, trener pochodzenia rosyjskiego
  - Anila Karaj, albańska aktorka
  - Dariusz Michalczewski, polski bokser
  - John Soko, zambijski piłkarz (zm. 1993)
- 1969:
  - Adrian Carmack, amerykański grafik komputerowy
  - Wylie Draper, amerykański aktor (zm. 1993)
  - Adam Fraszko, polski hokeista
  - Michelle Freeman, jamajska lekkoatletka, płotkarka i sprinterka
  - Sophie Moniotte, francuska łyżwiarka figurowa
  - Manny Perez, dominikański aktor
- 1970:
  - Lasza Dżandżgawa, gruziński szachista, trener
  - LaPhonso Ellis, amerykański koszykarz
  - Rikke Hvilshøj, duńska menedżer, polityk
  - Stefan Landberg, szwedzki piłkarz
  - Zorana Mihajlović, serbska polityk
  - Raminta Popovienė, litewska pedagog muzyczna, polityk
  - Swiatosław Szewczuk, ukraiński duchowny greckokatolicki, zwierzchnik Ukraińskiej Cerkwi Greckokatolickiej, arcybiskup większy kijowsko-halicki
- 1971:
  - Carl Crack, niemiecki muzyk techno i digital hardcore pochodzenia suazyjskiego (zm. 2001)
  - Roberto Fernandes, brazylijski piłkarz, trener
  - Anette Hoffmann-Møberg, duńska piłkarka ręczna
  - Harold Miner, amerykański koszykarz
- 1972:
  - Laurent Capet, francuski siatkarz
  - James Cracknell, brytyjski wioślarz
  - Susan Holmes, amerykańska modelka
  - Guillermo Jones, panamski bokser
  - Oleg Kapustnikow, kazachski piłkarz
  - Nikołaj Mładenow, bułgarski polityk
  - Moon Hyang-ja, południowokoreańska piłkarka ręczna
  - Žigmund Pálffy, słowacki hokeista
  - Daniel Reyes, kolumbijski bokser
  - Devin Townsend, kanadyjski wokalista, muzyk, kompozytor, producent muzyczny
- 1973:
  - Brooke Ashley, amerykańska aktorka pornograficzna
  - Johan Hedberg, szwedzki hokeista, bramkarz
  - Kevin McBride, irlandzki bokser
  - Katarzyna Trylnik, polska śpiewaczka operowa (sopran liryczny)
- 1974:
  - Nana Falemi, kameruński piłkarz
  - Aleksander Kościów, polski kompozytor, altowiolista, pedagog, pisarz
  - Jesús Olalde, meksykański piłkarz
  - Grzegorz Pater, polski piłkarz
  - Sheri Sam, amerykańska koszykarka
- 1975:
  - Andrej Hauptman, słoweński kolarz szosowy
  - Mebrahtom Keflezighi, amerykański lekkoatleta, długodystansowiec pochodzenia erytrejskiego
- 1976:
  - Juan Pablo Sorín, argentyński piłkarz
  - Sage Stallone, amerykański aktor, reżyser i producent filmowy (zm. 2012)
  - Aleksandra Wesołowska, polska biolog
- 1977:
  - Dmitrij Bykow, rosyjski hokeista
  - Jacky Ido, francuski aktor, reżyser i scenarzysta filmowy
  - Filip Kliszczyk, polski piłkarz ręczny
  - Zolani Marali, południowoafrykański bokser (zm. 2022)
  - Jessica Schwarz, niemiecka aktorka
  - Dimityr Tełkijski, bułgarski piłkarz
  - Goce Tołeski, macedoński piłkarz
- 1978:
  - Santiago Cabrera, chilijski aktor
  - Bruno Cheyrou, francuski piłkarz
  - Ola Gjeilo, norweski kompozytor, pianista
  - Kinga Maculewicz, polsko-francuska siatkarka
  - Olof Persson, szwedzki piłkarz, trener
  - Piotr Rogucki, polski wokalista, autor tekstów, członek zespołu Coma, aktor
- 1979:
  - Augusto Andaveris, boliwijski piłkarz
  - Aurelia Brădeanu, rumuńska piłkarka ręczna
  - Robertas Poškus, litewski piłkarz
  - Catherynne M. Valente, amerykańska poetka, pisarka, krytyk literacki
- 1980:
  - Josi Benajun, izraelski piłkarz
  - Maia Hirasawa, szwedzka piosenkarka, autorka tekstów pochodzenia japońskiego
  - Abdelkrim Kissi, marokański piłkarz
  - Hellings Mwakasungula, malawijski piłkarz
  - Mélanie Pauli, szwajcarska siatkarka
  - Martin Retov, duński piłkarz
- 1981:
  - Robert Battle, amerykańsko-hiszpański koszykarz
  - Craig David, brytyjski piosenkarz
  - Sami Jauhojärvi, fiński biegacz narciarski
  - Chris Wilson, amerykański perkusista, członek zespołów Good Charlotte i The Summer Obsession
- 1982:
  - Paweł Abbott, polski piłkarz
  - Przemysław Kaźmierczak, polski piłkarz
  - Teresa Portela, hiszpańska kajakarka
  - Jan Rezek, czeski piłkarz
  - Agnieszka Wrona, polska lekkoatletka, tyczkarka
- 1983:
  - Jean Rémy Bitana, rwandyjski piłkarz
  - Henry Cavill, brytyjski aktor, model, producent filmowy i telewizyjny
  - Emine Dżaparowa, ukraińska dziennikarka, polityk
  - Mabel Gay, kubańska lekkoatletka, trójskoczkni
  - Lloyd Mumba, zambijski piłkarz (zm. 2008)
  - Joan Verdú, hiszpański piłkarz
- 1984:
  - Christopher Birchall, trynidadzko-tobagijski piłkarz pochodzenia angielskiego
  - Mike Brown, kanadyjski pływak
  - Radosław Janukiewicz, polski piłkarz, bramkarz
  - Toni Lehtinen, fiński piłkarz
  - Christian Valdéz, meksykański piłkarz
- 1985:
  - Chiara Di Iulio, włoska siatkarka
  - Clark Duke, amerykański aktor
  - Emanuele Giaccherini, włoski piłkarz
  - Grzegorz Gołaszewski, polski aktor
  - David Grace, angielski snookerzysta
  - Antonio Lindbäck, szwedzki żużlowiec
  - Tsepo Masilela, południowoafrykański piłkarz
  - Linus Videll, szwedzki hokeista
- 1986:
  - Marcos Cáceres, paragwajski piłkarz
  - Edyta Dzieniszewska, polska kajakarka
  - Eva Fernández-Brugués, hiszpańska tenisistka
- 1987:
  - Matthew Brittain, południowoafrykański wioślarz
  - Jekatierina Bukina, rosyjska zapaśniczka
  - Jessie Cave, brytyjska aktorka, tancerka
  - Giennadij Czuriłow, rosyjski hokeista (zm. 2011)
  - Graham Dorrans, szkocki piłkarz
  - Jakub Rada, czeski piłkarz
  - Marija Šestić, bośniacka piosenkarka pochodzenia serbskiego
  - Leonel Vangioni, argentyński piłkarz
  - Hardlife Zvirekwi, zimbabwejski piłkarz
- 1988:
  - Adele, brytyjska piosenkarka, autorka tekstów
  - Fatos Beqiraj, czarnogórski piłkarz pochodzenia kosowskiego
  - Denys Berinczyk, ukraiński bokser
  - Frickson Erazo, ekwadorski piłkarz
  - Brooke Hogan, amerykańska piosenkarka, tancerka
  - Miroslava Kijaková, słowacka siatkarka
  - Magdalena Kozak, polska szachistka
  - Iwan Majeuski, białoruski piłkarz
  - Shadrack Ramoni, salomoński piłkarz, bramkarz
  - Ines Ruiss, austriacka piłkarka
  - Son Tae-jin, południowokoreański taekwondzista
  - Skye Sweetnam, kanadyjska piosenkarka pochodzenia szkockiego
- 1989:
  - Ghada Ali, libijska lekkoatletka, sprinterka i skoczkini w dal
  - Chris Brown, amerykański piosenkarz
  - Ałła Czerkasowa, ukraińska zapaśniczka
  - Anna Hasselborg, szwedzka curlerka
  - Lu Jingjing, chińska tenisistka
  - Agnes Knochenhauer, szwedzka curlerka
  - Chris Overton, brytyjski aktor i producent filmowy
- 1990:
  - Souleymane Diallo, mauretański piłkarz, bramkarz
  - Johan Larsson, szwedzki piłkarz
  - Hamza Mendyl, marokański piłkarz
  - Nina Rosić, serbska siatkarka
  - Bakary Saré, burkiński piłkarz
  - Ana Šimić, chorwacka lekkoatletka, skoczkini wzwyż
- 1991:
  - Ofir Davidzada, izraelski piłkarz
  - José González, panamski piłkarz
  - Raúl Jiménez, meksykański piłkarz
  - Robin de Kruijf, holenderska siatkarka
  - Łukasz Skorupski, polski piłkarz, bramkarz
- 1992:
  - Jadranka Budrović, serbska siatkarka
  - Goran Čaušić, serbski piłkarz
  - Kendall Gray, amerykańska koszykarka
  - Martyna Jelińska, polska florecistka
  - Jakub Jugas, czeski piłkarz
  - Łukasz Przedpełski, polski żużlowiec
  - Denesha Stallworth, amerykańska koszykarka
- 1993:
  - Francine Niyonsaba, burundyjska lekkoatletka, biegaczka średniodystansowa
  - Adelina Pastor, rumuńska lekkoatletka, sprinterka
  - Rickard Rakell, szwedzki hokeista
- 1994:
  - Mattia Caldara, włoski piłkarz
  - Martina Halter, szwajcarska siatkarka
  - Javier Manquillo, hiszpański piłkarz
  - Artiom Okułow, rosyjski sztangista
  - Tavarius Shine, amerykański koszykarz
  - Adam Zreľák, słowacki piłkarz
- 1995:
  - Kevin Mejía, honduraski zapaśnik
  - Moustapha Name, senegalski piłkarz
  - Raman Pratasiewicz, białoruski dziennikarz, aktywista opozycyjny, więzień polityczny
  - Katherine Stewart-Jones, kanadyjska biegaczka narciarska
  - Andrea Vavassori, włoski tenisista
- 1996:
  - Christopher Eubanks, amerykański tenisista
  - Jai Hindley, australijski kolarz szosowy
  - Majar Szarif, egipska tenisistka
  - Grzegorz Tomasiewicz, polski piłkarz
  - White 2115, polski raper, autor tekstów
- 1997:
  - Maruša Seničar, słoweńska koszykarka
  - Mitchell Marner, kanadyjski hokeista
  - Jaume Munar, hiszpański tenisista
  - Katherine Sauerbrey, niemiecka biegaczka narciarska
  - Seemone, francuska piosenkarka
  - Jordan Thompson, amerykańska siatkarka
  - Darko Todorović, bośniacki piłkarz
- 1998:
  - Isaiah Hartenstein, amerykański koszykarz
  - Aleksandra Melzacka, polska żeglarka
  - Aryna Sabalenka, białoruska tenisistka
  - Elienor Werner, szwedzka lekkoatletka, tyczkarka
- 1999:
  - Nathan Chen, amerykański łyżwiarz figurowy pochodzenia chińskiego
  - 6 Dogs, amerykański raper (zm. 2021)
  - Mateusz Janikowski, polski siatkarz
  - Justin Kluivert, holenderski piłkarz
  - Aleksandr Komarow, rosyjski zapaśnik
- 2000:
  - Iwan Morozow, rosyjski hokeista
  - Elijah Winnington, australijski pływak
- 2001 – TenZ, kanadyjski zawodowy gracz komputerowy pochodzenia wietnamsko-francuskiego
- 2002 – Mattia Galiani, włoski skoczek narciarski
- 2003:
  - Carlos Alcaraz, hiszpański tenisista
  - Yuma Kagiyama, japoński łyżwiarz figurowy
  - Bayron Mora, kostarykański piłkarz, bramkarz
- 2004:
  - Samu Aghehowa, hiszpański piłkarz pochodzenia nigeryjskiego
  - Kirsty Muir, brytyjska narciarka dowolna
- 2005 – Emmanuel Ochoa, meksykański piłkarz, bramkarz

## Zmarli
- 200 – Sun Ce, chiński watażka (ur. 175)
- 311 – Galeriusz, cesarz rzymski (ur. 250)
- 449 – Hilary z Arles, biskup, święty (ur. ok. 401)
- 969 – Gerberga Saska, księżna Lotaryngii, królowa i regentka Francji (ur. 913)
- 1038 – Gotard z Hildesheim, niemiecki benedyktyn, biskup, święty (ur. ok. 960)
- 1061 – Humbert z Silva Candida, włoski kardynał (ur. ok. 1010)
- 1137 – Asser, duński duchowny katolicki, arcybiskup Lund (ur. ok. 1055)
- 1194 – Kazimierz II Sprawiedliwy, książę Polski (ur. 1138)
- 1198 – Zofia Rurykowiczówna, księżniczka ruska, królowa duńska (ur. 1139–42)
- 1219 – Leon II, król Armenii (ur. 1150)
- 1269 – Benwenut Mareni, włoski franciszkanin, mistyk, błogosławiony (ur. ?)
- 1309 – Karol II Andegaweński, król Sycylii i Neapolu (ur. 1254)
- 1432 – Francesco Bussone, włoski hrabia, kondotier (ur. ?)
- 1459 – Anton von Rotenhan, niemiecki duchowny katolicki, biskup Bambergu (ur. ok. 1390)
- 1511 – Stanisław Kmita, polski szlachcic, polityk (ur. ok. 1450)
- 1525 – Fryderyk III Mądry, elektor Saksonii (ur. 1463)
- 1544 – Sebastian Branicki, polski duchowny katolicki, biskup poznański, kamieniecki i chełmski, działacz kontrreformacji, sekretarz królewski (ur. 1484)
- 1564 – Stefan Tomșa I, hospodar Mołdawii (ur. ?)
- 1568 – Aleksander Lăpușneanu, hospodar Mołdawii (ur. ?)
- 1588 – Giorgio Biandrata, włoski lekarz, teolog, działacz reformacyjny (ur. ok. 1515/16)
- 1623 – Philip Roseter, angielski kompozytor, impresario (ur. 1568)
- 1629 – Szymon Szymonowic, polski poeta (ur. 1558)
- 1633 – Karol Korecki, polski książę, polityk (ur. 1588)
- 1639 – Augusta Oldenburg, księżniczka duńska i norweska, księżna Holsztynu-Gottorp (ur. 1580)
- 1640 – François d’Arbaud de Porchères, francuski poeta (ur. 1590)
- 1648 – Iwan Barabasz, kozak rejestrowy, pułkownik czerkaski wojsk zaporoskich (ur. ?)
- 1656 – Władysław Dominik Zasławski-Ostrogski, polski książę, regimentarz (ur. 1618)
- 1664 – Giovanni Benedetto Castiglione, włoski malarz, rysownik (ur. 1609)
- 1670 – François-Annibal d’Estrées, francuski dowódca wojskowy, marszałek Francji, dyplomata (ur. 1573)
- 1705 – Leopold I Habsburg, cesarz rzymsko-niemiecki (ur. 1640)
- 1714 – Karol, książę de Berry (ur. 1686)
- 1716 – Paolo Pagani, włoski malarz (ur. 1655)
- 1724 – Sebastiano Antonio Tanara, włoski kardynał (ur. 1650)
- 1748 – Franciszek Radzewski, polski polityk (ur. przed 1685)
- 1752 – João de Saldanha da Gama, portugalski pułkownik, polityk (ur. 1672)
- 1766 – Jean Astruc, francuski lekarz (ur. 1684)
- 1771 – Jan Wojciech Ziemnicki, polski cysters, protonotariusz apostolski (ur. ?)
- 1776 – Jan Ondřej Kayser z Kaysernu, czeski duchowny katolicki, biskup hradecki (ur. 1716)
- 1792 – Antoni Cieciszowski, polski szlachcic, polityk (ur. ?)
- 1804 – Antonio José Cavanilles, hiszpański botanik, wykładowca akademicki, muzealnik (ur. 1757)
- 1808:
  - Pierre Cabanis, francuski lekarz (ur. 1757)
  - David Gilly, niemiecki architekt (ur. 1748)
- 1809 – (lub 8 kwietnia) Berek Joselewicz, polski kupiec, pułkownik pochodzenia żydowskiego (ur. 1764)
- 1812 – August Chrystian Fryderyk, książę Anhalt-Köthen, dowódca wojskowy (ur. 1769)
- 1815 – Walenty Kochelski, polski polityk, prezydent Wielunia (ur. ok. 1743)
- 1821 – Napoleon Bonaparte, francuski dowódca wojskowy, pierwszy konsul Francji, cesarz Francuzów, prezydent i król Włoch (ur. 1769)
- 1827 – Fryderyk August I, elektor i król Saksonii, książę warszawski (ur. 1750)
- 1828:
  - Michał Cichocki, polski generał brygady (ur. 1770)
  - Kajetan Dominik Kalinowski, polski prawnik, finansista (ur. 1775)
- 1836 – Nunzio Sulprizio, włoski święty (ur. 1817)
- 1837 – Nicola Antonio Zingarelli, włoski kompozytor (ur. 1752)
- 1840 – Gottlob Benedict Bierey, niemiecki kompozytor, kapelmistrz, kierownik teatrów (ur. 1772)
- 1852 – Franz Großmann, niemiecki duchowny katolicki, biskup pomocniczy warmiński (ur. 1783)
- 1857 – Katarzyna Cittadini, włoska zakonnica, błogosławiona (ur. 1801)
- 1859:
  - Peter Gustav Lejeune Dirichlet, niemiecki matematyk pochodzenia francuskiego (ur. 1805)
  - Charles Robert Leslie, brytyjski malarz, pisarz (ur. 1794)
- 1860 – Michał Szubert, polski biolog, botanik (ur. 1787)
- 1863:
  - Ludwik Narbutt, polski ziemianin, uczestnik powstania styczniowego (ur. 1832)
  - Francesco Nullo, włoski pułkownik, uczestnik powstania styczniowego (ur. 1826)
  - Wacław Żyliński, polski duchowny katolicki, biskup wileński, arcybiskup mohylewski (ur. 1803)
- 1866 – Wincenty Budzyński, polski pisarz, szachista, polityk (ur. 1815)
- 1869 – Adolf Hennel, polski dziennikarz, członek Rządu Narodowego w trakcie powstania styczniowego (ur. 1829)
- 1874 – Charles Gleyre, francuski malarz pochodzenia szwajcarskiego (ur. 1806)
- 1878 – Johann Leopold Ludwig von Brese-Winiary, pruski generał, inżynier (ur. 1787)
- 1881 – Adalbert Kuhn, niemiecki językoznawca (ur. 1812)
- 1885 – Lauro Rossi, włoski kompozytor operowy (ur. 1810)
- 1890 – Joseph Nicolas Robert-Fleury, francuski malarz (ur. 1797)
- 1892 – August Wilhelm von Hofmann, niemiecki chemik (ur. 1818)
- 1895:
  - Sabinian Derecki, polski kapucyn (ur. 1832)
  - Karl Vogt, szwajcarski zoolog pochodzenia niemieckiego (ur. 1817)
- 1900 – Johannes Haller, austriacki duchowny katolicki, arcybiskup metropolita Salzburga, kardynał (ur. 1824)
- 1901 – Mariano Ignacio Prado, peruwiański generał, polityk, prezydent Peru (ur. 1826)
- 1902:
  - Michael Corrigan, amerykański duchowny katolicki, arcybiskup metropolita Nowego Jorku (ur. 1839)
  - Friedrich Goltz, niemiecki fizjolog, wykładowca akademicki (ur. 1834)
  - Bret Harte, amerykański pisarz, dziennikarz (ur. 1836)
- 1904 – Mór Jókai, węgierski pisarz, polityk (ur. 1825)
- 1905:
  - Aleksandra Faucher, polska pianistka, działaczka społeczna (ur. 1812)
  - Ernst Pauer, austriacki pianista, kompozytor, pedagog (ur. 1826)
- 1908 – Carl Schäfer, niemiecki architekt, konserwator zabytków, pedagog (ur. 1844)
- 1909 – Bindon Blood Stoney, irlandzki inżynier (ur. 1828)
- 1911 – Gustav Haarmann, niemiecki polityk, burmistrz Witten (ur. 1848)
- 1912:
  - Charles Constantine, kanadyjski oficer milicji (ur. 1846)
  - Rafael Pombo, kolumbijski matematyk, inżynier, dyplomata, wydawca, dziennikarz, poeta, tłumacz (ur. 1833)
- 1916 – Stanislav Sucharda, czeski rzeźbiarz, pedagog (ur. 1866)
- 1919:
  - Antoni Fiedler, polski fotograf, działacz niepodległościowy (ur. 1869)
  - Hermann Oppenheim, niemiecki neurolog pochodzenia żydowskiego (ur. 1858)
- 1921:
  - Alfred Hermann Fried, austriacki pisarz, pacyfista, laureat Pokojowej Nagrody Nobla (ur. 1864)
  - Naftali Friedman, litewski adwokat, samorządowiec, polityk pochodzenia żydowskiego (ur. 1863)
  - William Friese-Greene, brytyjski fotograf, wynalazca, pionier kina (ur. 1855)
- 1923 – Wincenty Jabłoński, polski prawnik, przedsiębiorca, polityk, poseł na Sejm Ustawodawczy (ur. 1863)
- 1925 – Otto Lohse, niemiecki kompozytor, dyrygent (ur. 1859)
- 1926 – Franz von Soxhlet, niemiecki chemik, wykładowca akademicki (ur. 1848)
- 1928:
  - Wiczo Dikow, bułgarski i rosyjski dowódca wojskowy (ur. 1861)
  - Józef Rostafiński, polski botanik, historyk nauk przyrodniczych, wydawca, biograf, wykładowca akademicki (ur. 1850)
- 1929 – Omer Baes, belgijski piłkarz, bramkarz (ur. 1889)
- 1931:
  - Glen Kidston, brytyjski pilot, kierowca wyścigowy (ur. 1899)
  - Basilio Pompilj, włoski duchowny katolicki, wikariusz generalny Rzymu, kardynał (ur. 1858)
  - Everard Ter Laak, holenderski duchowny katolicki, misjonarz, wikariusz apostolski Południowego Gansu i Xiwanzi, administrator apostolski misji sui iuris Urgi (ur. 1868)
- 1932 – Yrjö Wichmann, fiński językoznawca, wykładowca akademicki (ur. 1868)
- 1935 – Stanisław Dnistrianski, ukraiński prawnik, wykładowca akademicki, polityk (ur. 1870)
- 1936:
  - Damian Gersztański, ukraiński duchowny prawosławny, polityk, senator RP (ur. 1865)
  - Marianne Hainisch, austriacka feministka (ur. 1839)
- 1937:
  - Camillo Berneri, włoski filozof, anarchista (ur. 1897)
  - Maurycy Poznański, polski fabrykant, działacz społeczny i polityczny pochodzenia żydowskiego (ur. 1868)
  - Piotr Rockan, rosyjski rewolucjonista (ur. 1894)
- 1939:
  - Rufin Pilatowski, polski działacz gospodarczy (ur. 1876)
  - Maurycy Zamoyski, polski polityk, dyplomata, działacz społeczny (ur. 1871)
- 1940:
  - Edgar Adams, amerykański skoczek do wody, pływak (ur. 1868)
  - Arnold Bolland, polski chemik, wykładowca akademicki (ur. 1881)
  - Georg Graf von Arco, niemiecki naukowiec, wynalazca (ur. 1869)
  - Noel Van Raalte, brytyjski kierowca wyścigowy (ur. 1888)
- 1942:
  - Julian Jednaszewski, polski plutonowy (ur. 1899)
  - Iwan Kabłukow, rosyjski fizykochemik, wykładowca akademicki (ur. 1857)
  - William Mackenzie, brytyjski prawnik, polityk (ur. 1860)
  - Qemal Stafa, albański działacz komunistyczny, eseista (ur. 1920)
- 1943:
  - Grzegorz Frąckowiak, polski werbista, męczennik, błogosławiony (ur. 1911)
  - Aleksander Gruchalski, polski architekt (ur. 1894)
  - Gordon Hewart, brytyjski prawnik, polityk (ur. 1870)
  - Scholastyka Mackiewicz, polska uczestniczka powstania styczniowego (ur. 1848)
- 1944:
  - Bertha Benz, niemiecka pionierka automobilizmu (ur. 1849)
  - Stanisław Sekutowicz, polski kapitan pilot, zoolog (ur. 1907)
- 1945:
  - Tytus Czyżewski, polski malarz, poeta, krytyk sztuki (ur. 1880)
  - Emanuel Moravec, czeski pułkownik, polityk, kolaborant (ur. 1893)
- 1946:
  - Stanisław Batowski Kaczor, polski malarz batalista (ur. 1866)
  - Szczepan Fidelus, polski działacz ludowy, polityk, poseł na Sejm RP (ur. 1897)
  - Wiktor Kania, polski porucznik, żołnierz, AK i KWP, uczestnik podziemia antykomunistycznego (ur. 1914)
- 1947 – Josef Manner, austriacki przedsiębiorca (ur. 1865)
- 1948 – Tadeusz Jan Kowalski, polski orientalista, wykładowca akademicki (ur. 1889)
- 1951 – Juliusz Bonati, albański jezuita, męczennik, błogosławiony (ur. 1874)
- 1952:
  - George Rapall Noyes, amerykański filolog, slawista, tłumacz, wykładowca akademicki (ur. 1873)
  - Alberto Savinio, włoski malarz, pisarz, kompozytor, scenograf (ur. 1891)
  - Rudolf Sieczyński, austriacki kompozytor pochodzenia polskiego (ur. 1879)
- 1955:
  - Victor Kafka, austriacki neurolog, psycholog, bakteriolog (ur. 1881)
  - Teodor (Rafalski), rosyjski biskup prawosławny (ur. 1895)
- 1956:
  - Miklós Nyiszli, rumuński lekarz, antropolog pochodzenia węgiersko-żydowskiego (ur. 1901)
  - Antoni Wawrzyniecki, polski prawnik, samorządowiec, prezydent Włocławka (ur. 1879)
- 1957:
  - Kazimierz Benz, polski pułkownik dyplomowany pilot (ur. 1899
  - Michaił Gniesin, rosyjski kompozytor, pedagog (ur. 1883)
  - Leopold Löwenheim, niemiecki matematyk, wykładowca akademicki pochodzenia żydowskiego (ur. 1878)
  - Tobiasz (Ostroumow), rosyjski biskup prawosławny (ur. 1884)
- 1958 – James Branch Cabell, amerykański pisarz (ur. 1879)
- 1959:
  - Carlos Saavedra Lamas, argentyński prawnik, polityk, laureat Pokojowej Nagrody Nobla (ur. 1878)
  - Fiodor Tutuszkin, radziecki generał porucznik, funkcjonariusz służb specjalnych, polityk (ur. 1900)
- 1960 – Steen Olsen, duński gimnastyk (ur. 1886)
- 1961:
  - Klaus Conrad, niemiecki neurolog, psychiatra, wykładowca akademicki (ur. 1905)
  - Heinrich di Gaspero, austriacki neurolog, psychiatra, wykładowca akademicki (ur. 1875)
- 1962:
  - Eugeniusz Piestrzyński, polski pułkownik lekarz (ur. 1887)
  - Bronisław Winiarz, polski bankier, prezes rozgłośni radiowej (ur. ok. 1888)
- 1964:
  - P.J. Grigg, brytyjski urzędnik służby celnej, polityk (ur. 1890)
  - Eugène Olivier, francuski szpadzista (ur. 1881)
  - Adolf Philipp, niemiecka ofiara Muru Berlińskiego (ur. 1943)
  - Eugenia Pragierowa, polska prawnik, działaczka socjalistyczna, feministka, polityk, poseł do KRN, na Sejm Ustawodawczy i na Sejm PRL (ur. 1888)
- 1965 – Archie MacDonald, brytyjski zapaśnik (ur. 1895)
- 1966:
  - Ralph Hammonds, amerykański zapaśnik (ur. 1906)
  - Aleksander Madejski, polski plutonowy kawalerii (ur. 1895 lub 96)
  - Daňatar Öwezow, turkmeński kompozytor (ur. 1911)
- 1967 – Szczepan Grzeszczyk, polski konstruktor lotniczy, pilot doświadczalny, sportowy i szybowcowy (ur. 1901)
- 1968 – Albert Dekker, amerykański aktor, polityk (ur. 1905)
- 1970:
  - Pawieł Bogatow, radziecki porucznik (ur. 1914)
  - Dudley DeGroot, amerykański rugbysta, trener (ur. 1899)
  - Nicholas Kaufmann, niemiecki lekarz, reżyser filmowy (ur. 1892)
  - Witold Mężnicki, polski dziennikarz, publicysta, krytyk teatralny, księgarz (ur. 1905)
- 1971 – William David Ross, szkocki filozof, etyk, tłumacz (ur. 1877)
- 1972:
  - Roger Courtois, francuski piłkarz, trener (ur. 1912)
  - Kenneth MacDonald, amerykański aktor (ur. 1901)
  - Charles Mayer, amerykański bokser (ur. 1882)
  - Martiros Sarian, ormiański malarz (ur. 1880)
- 1975:
  - Nils Eriksen, norweski piłkarz, trener (ur. 1911)
  - Siegfried Hausner, niemiecki terrorysta (ur. 1952)
  - Kenneth Keating, amerykański polityk (ur. 1900)
  - Wadzim Radziszeuski, białoruski piłkarz, trener (ur. 1923)
- 1976 – Giorgi Dzocenidze, gruziński i radziecki polityk (ur. 1910)
- 1977:
  - Sonja Åkesson, szwedzka pisarka, dramatopisarka (ur. 1926)
  - Erich Campe, niemiecki bokser (ur. 1912)
  - Thorvald Eigenbrod, duński hokeista na trawie (ur. 1892)
  - Ludwig Erhard, niemiecki ekonomista, polityk, kanclerz Niemiec (ur. 1897)
- 1981:
  - James Watson Kernohan, irlandzko-amerykański neuropoatolog (ur. 1896)
  - Bobby Sands, irlandzki republikanin, lider IRA (ur. 1954)
- 1982:
  - Irmgard Keun, niemiecka pisarka (ur. 1905)
  - Cal Tjader, amerykański muzyk i kompozytor jazzowy (ur. 1925)
- 1983:
  - Anton Buttigieg, maltański poeta, polityk, prezydent Malty (ur. 1912)
  - Richard Hofmann, niemiecki piłkarz (ur. 1906)
  - Jurij Pantielejew, radziecki admirał (ur. 1901)
  - Horst Schumann, niemiecki lekarz rentgenolog, zbrodniarz wojenny (ur. 1906)
- 1984 – Kazimierz Rusinek, polski dziennikarz, polityk, poseł na Sejm Ustawodawczy, minister pracy i opieki społecznej oraz kultury i sztuki (ur. 1905)
- 1985 – Angela Vode, słoweńska pedagog, feministka, polityk (ur. 1892)
- 1986:
  - Ruy Coelho, portugalski kompozytor, pianista, krytyk muzyczny (ur. 1891)
  - Julia Wojciechowska, polska gimnastyczka sportowa (ur. 1915)
- 1988 – Michael Shaara, amerykański pisarz pochodzenia włoskiego (ur. 1928)
- 1989 – Mary Leo, nowozelandzka zakonnica, nauczycielka śpiewu (ur. 1895)
- 1990 – Stanisław Afenda, polski prawnik, adwokat, działacz opozycyjny, członek Trybunału Stanu (ur. 1923)
- 1991:
  - Jerzy Jaroń, polski matematyk, wykładowca akademicki (ur. 1917)
  - Francesco Rier, włoski piłkarz (ur. 1908)
- 1992:
  - Del M. Clawson, amerykański polityk (ur. 1914)
  - Edmund Męclewski, polski dziennikarz, publicysta, komentator telewizyjny (ur. 1913)
  - Jean-Claude Pascal, francuski aktor, piosenkarz, pisarz, projektant mody (ur. 1927)
  - Janina Sokołowska-Żeleńska, polska tancerka, śpiewaczka, aktorka (ur. 1900)
- 1993:
  - Jakow Biełopolski, radziecki architekt pochodzenia żydowskiego (ur. 1913)
  - Georges Carrier, francuski koszykarz (ur. 1910)
  - Kazimierz Polok, polski piłkarz (ur. 1937)
- 1994 – Donald Steyer, polski prawnik, wykładowca akademicki, żołnierz AK, uczestnik powstania warszawskiego (ur. 1921)
- 1995:
  - Michaił Botwinnik, rosyjski szachista (ur. 1911)
  - Giannina Censi, włoska tancerka, choreografka (ur. 1913)
  - Szäkyr Karsybajew, radziecki i kazachski polityk (ur. 1913)
- 1996:
  - Ai Qing, chiński poeta, malarz (ur. 1910)
  - Jan Lipowski, polski narciarz alpejski (ur. 1912)
- 1997:
  - Tadeusz Ciesiulewicz, polski artysta plastyk (ur. 1936)
  - Walter Gotell, brytyjski aktor pochodzenia niemieckiego (ur. 1924)
  - Lucjan Wiernek, polski aktor (ur. 1935)
- 1998:
  - Ton Bruynèl, holenderski pianista, kompozytor (ur. 1934)
  - Tommy McCook, jamajski saksofonista, kompozytor (ur. 1927)
  - Adam Rieger, polski pianista, pedagog (ur. 1909)
  - Paul Seymour, amerykański koszykarz (ur. 1928)
  - Marek Sobczyński, polski koszykarz (ur. 1963)
- 2000:
  - Gino Bartali, włoski kolarz szosowy (ur. 1914)
  - Jan Firbas, czeski językoznawca, anglista, wykładowca akademicki (ur. 1921)
- 2001:
  - Władysław Babiński, polski działacz i trener hokejowy, sędzia piłkarski i hokejowy (ur. 1921)
  - Chantal Chaudé de Silans, francuska szachistka (ur. 1919)
  - Eugeniusz Dostojewski, polski generał brygady, działacz państwowy (ur. 1924)
  - Bill Homeier, amerykański kierowca wyścigowy (ur. 1918)
- 2002:
  - Hugo Banzer Suárez, boliwijski generał, polityk, prezydent Boliwii (ur. 1926)
  - Rika De Backer-Van Ocken, belgijska polityk, eurodeputowana (ur. 1923)
  - Clarence Seignoret, dominicki polityk, prezydent Dominiki (ur. 1919)
  - George Sidney, amerykański reżyser i producent filmowy (ur. 1916)
  - Čestmír Vycpálek, czeski piłkarz, trener (ur. 1921)
- 2003:
  - Kazimierz Antonowicz, polski fizyk doświadczalny, wykładowca akademicki (ur. 1914)
  - Sułtanbaj Rachmanow, radziecki sztangista (ur. 1950)
  - Walter Sisulu, południowoafrykański działacz ruchu anty-apartheidowego, polityk (ur. 1912)
- 2004:
  - Thea Beckman, holenderska pisarka (ur. 1923)
  - Antoni Jankowski, polski lekarz weterynarii, inżynier zootechnik, polityk, poseł na Sejm PRL (ur. 1919)
  - José Maceda, filipiński pianista, kompozytor, etnomuzykolog (ur. 1917)
  - Nando Martellini, włoski dziennikarz i komentator sportowy (ur. 1921)
  - Faustyn Szlęzak, polski inżynier, wykładowca akademicki, polityk, poseł na Sejm Ustawodawczy (ur. 1915)
- 2005:
  - Elisabeth Fraser, amerykańska aktorka (ur. 1920)
  - Magdolna Nyári-Kovács, węgierska florecistka (ur. 1921)
- 2006 – Naushad Ali, indyjski muzyk, kompozytor (ur. 1919)
- 2007:
  - Andrzej Kapiszewski, polski matematyk, socjolog, dyplomata (ur. 1948)
  - Theodore Maiman, amerykański fizyk (ur. 1927)
- 2008:
  - Augustyn Dziedzic, polski sztangista, trener (ur. 1928)
  - Witold Woyda, polski florecista (ur. 1939)
- 2009:
  - Czesław Mojsiewicz, polski politolog (ur. 1925)
  - Janina Porczyńska, polska kolekcjonerka dzieł sztuki (ur. 1927)
  - Michał Zduniak, polski perkusista jazzowy (ur. 1958)
- 2010:
  - Jadwiga Jarmuł, polska aktorka (ur. 1948)
  - Harry Siljander, fiński bokser (ur. 1922)
  - Giulietta Simionato, włoska śpiewaczka operowa (mezzosopran) (ur. 1910)
  - Umaru Yar’Adua, nigeryjski polityk, prezydent Nigerii (ur. 1951)
- 2011:
  - Claude Choules, brytyjski weteran I wojny światowej (ur. 1901)
  - Elvis Gordon, brytyjski judoka (ur. 1958)
  - Arthur Laurents, amerykański dramaturg, librecista, reżyser teatralny, scenarzysta (ur. 1917)
  - Dana Wynter, brytyjska aktorka (ur. 1931)
- 2012:
  - Karol Jan, szwedzki arystokrata, książę Dalarny, hrabia Wisborga (ur. 1916)
  - George Knobel, holenderski trener piłkarski (ur. 1922)
  - Tadeusz Ulewicz, polski historyk literatury (ur. 1917)
- 2013:
  - Lotfi Dziri, tunezyjski aktor (ur. 1946)
  - Wanda Kamińska, polska taterniczka (ur. 1918)
  - Petyr Popjordanow, bułgarski aktor (ur. 1964)
  - Hayri Sezgin, turecki zapaśnik (ur. 1961)
- 2014 – István Major, węgierski lekkoatleta, skoczek wzwyż (ur. 1949)
- 2015:
  - Hans Jansen, holenderski arabista, polityk (ur. 1942)
  - Romuald Klekowski, polski biolog, ekolog (ur. 1924)
- 2016:
  - Benito Cocchi, włoski duchowny katolicki, biskup Parmy, arcybiskup Modeny-Nonantoli (ur. 1934)
  - Gabriel Thohey Mahn-Gaby, birmański duchowny katolicki, arcybiskup Rangunu (ur. 1927)
  - Isao Tomita, japoński kompozytor muzyki elektronicznej (ur. 1932)
  - Jan Turski, polski polityk, dyplomata, kierownik Urzędu do Spraw Kombatantów i Osób Represjonowanych (ur. 1940)
- 2017:
  - Binjamin Elon, izraelski polityk (ur. 1954)
  - Ili uld Muhammad Fal, mauretański wojskowy, polityk (ur. 1953)
  - Adolph Kiefer, amerykański pływak pochodzenia niemieckiego (ur. 1918)
- 2018:
  - Janusz Adamczyk, polski piłkarz (ur. 1953)
  - Marian Bendza, polski duchowny prawosławny, teolog (ur. 1951)
  - Michele Castoro, włoski duchowny katolicki, arcybiskup Manfredonia-Vieste-San Giovanni Rotondo (ur. 1952)
  - Eugeniusz Głowski, polski kompozytor, teoretyk muzyki (ur. 1938)
  - Ermanno Olmi, włoski reżyser, scenarzysta i producent filmowy (ur. 1931)
- 2019:
  - Kadir Mısıroğlu, turecki prawnik, pisarz, dziennikarz (ur. 1933)
  - Leszek Woźniak, polski onkolog, patomorfolog, dermatolog (ur. 1925)
- 2020:
  - Siergiej Adian, ormiański matematyk (ur. 1931)
  - Johanna Bassani, austriacka kombinatorka norweska (ur. 2002)
  - Mirosław Daszkiewicz, polski kulturysta (ur. 1960)
- 2021:
  - Bożena Bednarek-Michalska, polska bibliotekarka, specjalistka informacji cyfrowej (ur. 1957)
  - George Jung, amerykański przestępca, przemytnik narkotyków (ur. 1942)
  - Lucjan Kaszycki, polski kompozytor, aranżer, publicysta, pedagog (ur. 1932)
  - Edward Pietrzyk, polski generał broni, polityk, dyplomata (ur. 1949)
  - Heorhij Prokopenko, ukraiński pływak (ur. 1937)
  - Guljelm Radoja, albański aktor (ur. 1945)
- 2022:
  - Lamine Conteh, sierraleoński piłkarz (ur. 1976)
  - Siergiej Diaczenko, ukraiński pisarz, scenarzysta, redaktor (ur. 1945)
  - Ronald Lopatni, chorwacki piłkarz wodny (ur. 1944)
  - Théodore Zué Nguéma, gaboński piłkarz (ur. 1973)
  - José Luis Violeta, hiszpański piłkarz (ur. 1941)
  - Kenneth Welsh, kanadyjski aktor (ur. 1942)
  - Leo Wilden, niemiecki piłkarz (ur. 1936)
- 2023:
  - Samuel Durrance, amerykański astronauta (ur. 1943)
  - George Fouché, południowoafrykański kierowca wyścigowy (ur. 1965)
  - Arsenio Iglesias, hiszpański piłkarz, trener (ur. 1930)
  - Siiri Rantanen, fińska biegaczka narciarska (ur. 1924)
  - Jerzy Redlich, polski dziennikarz, korespondent, tłumacz (ur. 1931)
- 2024:
  - Bernard Hill, brytyjski aktor (ur. 1944)
  - César Luis Menotti, argentyński piłkarz, trener (ur. 1938)
  - Ngoy N’Sumbu, kongijski piłkarz (ur. 1972)
  - Ołeksandr Pieleszenko, ukraiński sztangista (ur. 1994)
  - Zbigniew Szałajda, polski inżynier hutnik, polityk, minister hutnictwa i przemysłu maszynowego, wicepremier (ur. 1934)
  - Robert Zawada, polski piłkarz ręczny, trener (ur. 1944)
- 2025:
  - Luis Galván, argentyński piłkarz (ur. 1948)
  - Bogdan Galwas, polski inżynier elektronik, profesor nauk technicznych (ur. 1938)
  - Teresa Gardocka, polska prawniczka, karnistka (ur. 1947)
  - Giuseppe Moioli, włoski wioślarz (ur. 1927)
  - Władysław Olszewski, polski inżynier, samorządowiec, wiceprezydent Opola, członek zarządu województwa opolskiego (ur. 1946)
  - Szymon Żuchowski, polski poeta, tłumacz, krytyk muzyczny (ur. 1983)